# Mimobdella buettikoferi
Mimobdella buettikoferi (Мімобделла Бюттікофера) — вид п'явок роду Mimobdella родини Salifidae підряду Erpobdelliformes ряду Безхоботні п'явки (Arhynchobdellida). Інша назва «велетенська червона п'явка Кінабалу». свою наукова назву отримала на честь швейцарського зоолога Іогана Бюттікофера. 2011 року дослідник Тарафумі Накано висловив сумнів щодо належності цієї п'явки до виду Mimobdella, тому натепер тривають дискусії стосовно цього.

## Опис
Загальна довжина становить 30 см, хоча є свідчення, що може досягати 50 см. Тіло доволі струнке та вузьке. Шкіра гладенька без будь-яких пухирців. Ця п'явка на відміну від інших видів свого роду не має рогових зубоподібних щелеп (парагнатів). Відсутня також сліпа кишка.
Забарвлення яскравого помаранчево-червоного кольору.

## Спосіб життя
Зустрічається у вологих дощових лісах на висоті 2,5—3 км. Тримається під вогких опалим листям та в ґрунті, також заповзає в тріщини, де є волога чи вода. Крім того, воліє до гірських струмків, активність збільшується після злив. Живиться переважно хробаками, насамперед Pheretima darnleiensis. Здатні схопити здобич, що перевищує їх у тричі й проковтнути цілком. Свою здобич всмоктує наче удав, скорочуючи задні сегменти тіла, втягує поступово захопленого хробака.

## Розповсюдження
Мешкає на о. Калімантан — горі Кінабалу (Малайзія). Звідси походить її інша назва.